# Herbert Weidlich
Herbert Weidlich (* 10. März 1910 in Falkenstein/Vogtl.; † 1991) war ein deutscher kommunistischer Widerstandskämpfer gegen den Nationalsozialismus, Häftling im KZ Buchenwald, Jurist, Hochschullehrer und Mitarbeiter des DDR-Innenministeriums.

## Leben
Weidlich trat in die Kommunistische Partei Deutschlands (KPD) ein und engagierte sich gegen den aufkommenden Nationalsozialismus. Er kam 1929 nach Berlin und war bis 1933 Privatsekretär von Ludwig Renn. Nach 1933 emigrierte Weidlich in die  Tschechoslowakei, hielt sich dort bis 1939 auf. 1938/39 war er von der Parteileitung der KPD in der CSR mit der organisatorischen Abwicklung der Evakuierung von etwa 480 deutschen Emigranten beauftragt  worden. 390 Personen konnten nach England überführt werden, 90 fielen in die Hände der Gestapo, darunter Max Reimann, Walter Bartel und Herbert Weidlich. Von 1939 bis 1945 war er in Haft, davon vier Jahre im KZ Buchenwald deportiert und dem Kommando Arbeitsstatistik zugeteilt. Wegen seiner fachlichen Bildung wurde er zum stellvertretenden Kapo unter Willi Seifert ernannt. Er schloss sich dem kommunistischen Lagerwiderstand an und wirkte dabei mit, weitere Leitungsfunktionen durch kommunistische Häftlinge zu besetzen.
Als die NS-Herrschaft beseitigt war, wirkte er beim Aufbau neuer Polizei- und Ordnungsorgane in der SBZ bzw. DDR mit, wurde Kommissar der Kriminalpolizei und einer der führenden Kriminalisten der DDR. Er trat in die Sozialistische Einheitspartei Deutschlands (SED) ein, studierte Rechtswissenschaften und wurde zum Doktor der Rechte promoviert. Er habilitierte sich des Weiteren zum Hochschullehrer und lehrte an der Hochschule der Volkspolizei. Weidlich fertigte für die erinnerungspolitische Arbeit der überlebenden Häftlinge mehrere Berichte über seine KZ-Erfahrungen an. In einem Bericht über das „Kleine Lager“ 1947 schilderte Weidlich, dass Pfleger des Häftlingskrankenbaus, Häftlinge in der Desinfektion, der Gerätekammer, der Küche und andere versuchten, die katastrophalen Lebensbedingungen dort zu verbessern. 1978 gab er den Bericht „Der Kampf um Häftlingsfunktionen – Teil des Kampfes gegen das SS-Terrorregime“. Weidlich verfasste einen weiteren Bericht 1979 über „Häftlinge in Lagerorganen – Stütze der illegalen Widerstandsorganisation“. 1980 berichtete er über die Widerstandstätigkeit in seinem eigenen Arbeitsbereich: „Der Beitrag der Häftlinge im Kommando Arbeitsstatistik zur illegalen Arbeit“.
Am 30. Juni 1955 erhielt er als VP-Inspekteur den Vaterländischen Verdienstorden in Bronze, 1964 diesen Orden in Silber und 1975 in Gold, 1970 den Orden Banner der Arbeit sowie
1980 als Oberst der K a. D. Prof.em.Dr. und Arbeiterveteran in Berlin den Karl-Marx-Orden. Zuletzt lebte er in Karl-Marx-Stadt.

## Veröffentlichungen
- Die Prüfung der Anzeige und die Entscheidung, Berlin : Ministerium d. Innern, Publ.-Abt., 1969, 1. Aufl.
- Häftlinge in Lagerorganen – Stützen der illegalen Widerstandsorganisation, Weimar-Buchenwald : NMG Buchenwald, 1983, 2., überarb. Aufl.
- Häftlinge in Lagerorganen, Buchenwald : Nationale Mahn- u. Gedenkstätte, 1977
- Das Sonderkommando und weitere gefährliche Aktionen der SS, Buchenwald : NMG-Buchenwald, 1979
- Die Einleitung des Ermittlungsverfahrens, eine Einheit strafrechtlicher, strafprozessualer und kriminalistischer Elemente, Berlin, 1965